# 土耳其廣播電視公司高清頻道
土耳其廣播電視公司高清頻道（土耳其語：TRT HD）是土耳其廣播電視公司一條於2010年開播的電視頻道，主要播放各類高清杜比5.1環迴聲道電視節目。這條頻道後來在2016年2月1日結束廣播，並由土耳其廣播電視公司第一台、土耳其廣播電視公司紀錄頻道和土耳其廣播電視公司體育頻道（TRT Spor）繼續播放各類高清電視節目。